# Jambi (město)
Jambi je město ležící na ostrově Sumatra v Indonésii a hlavní město stejnojmenné provincie. V roce 2005 zde žilo 446 872 obyvatel, přičemž populace města mezi lety 2000 a 2005 vzrostla o téměř 70 000.
Okolo 60 % ekonomicky aktivních obyvatel pracuje ve službách a obchodu a téměř 90 % obyvatel vyznává islám.
Asi 26 km od města se nachází ruiny města Muaro Jambi, které bývalo důležitým sídlem království Šrívidžaja. Městem protéká řeka Hari.